# Achille Larue
Pour les articles homonymes, voir Larue.
Achille Larue (27 octobre 1849-1er mai 1922) est un avocat et homme politique fédéral du Québec.
Né à Saint-Jean-de-l'Île-d'Orléans dans la région de la Capitale-Nationale, Achille Larue étudie au Séminaire de Québec et à l'Université Laval. Admit au Barreau du Québec en 1872, il pratique ensuite le droit à Québec. Tentant sans succès de devenir député de la circonscription de Bellechasse lors d'une élection partielle en 1875, il réussit à s'y faire élire en 1878 à titre de député du Parti libéral du Canada. Après que son élection ait été déclarée nulle en 1881, il quitte la vie politique.